# Herman Maximilien de Burlet

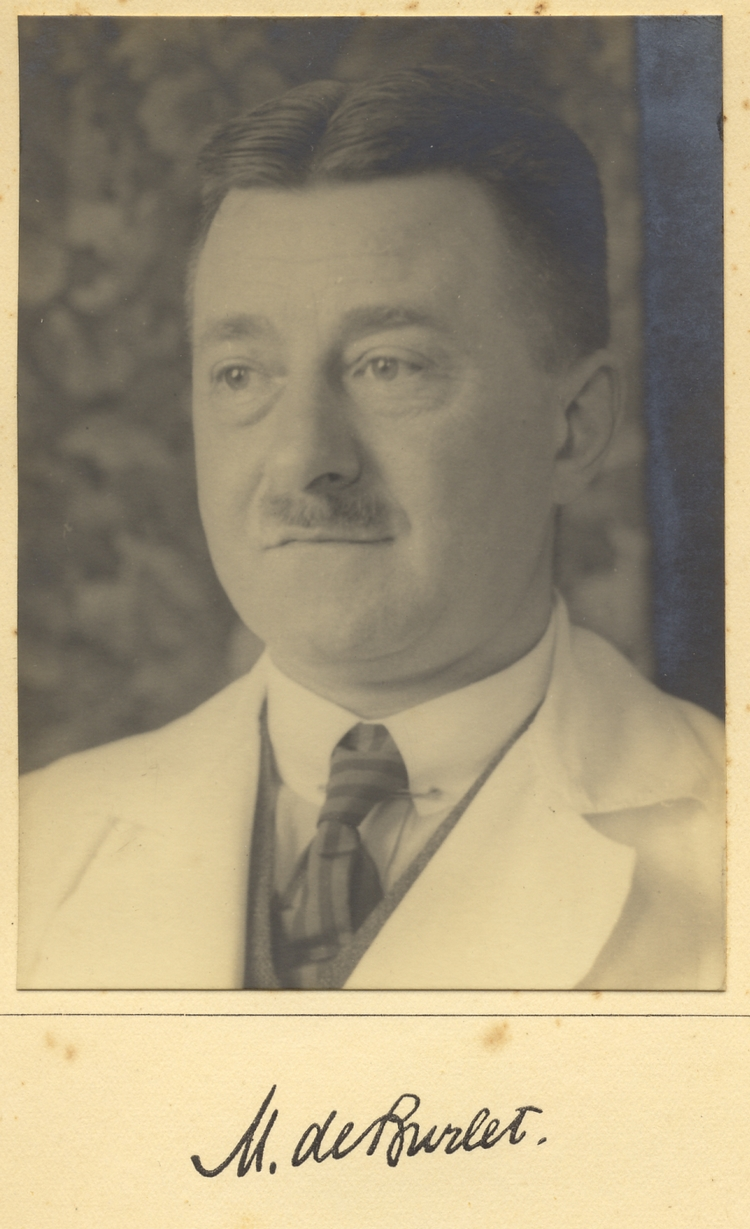
Herman Maximilien de Burlet (1932)

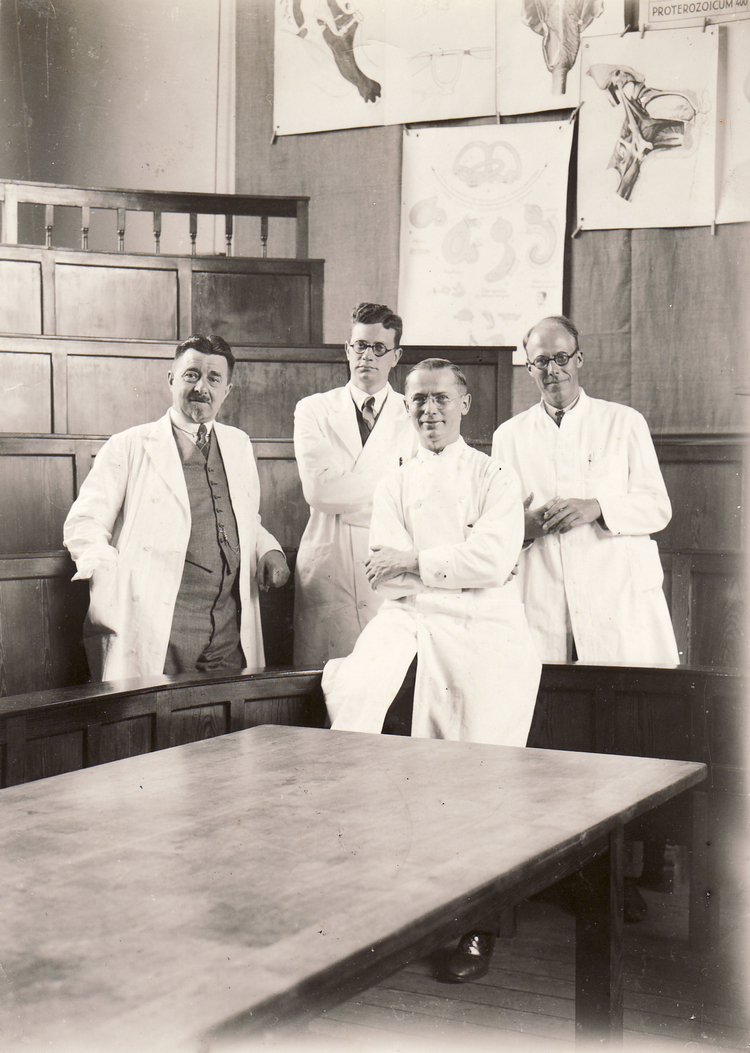
Anatomisches Labor Groningen (1938), links außen H.M. de Burlet

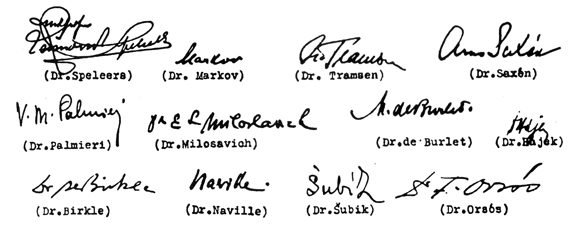
Unterschrift von Dr. de Burlet unter dem Schlussprotokoll der Internationalen Katyn-Ärztekommission, 1943

Herman Maximilien de Burlet, auch Hermann Maximiliaan de Burlet (* 6. November 1883 in Rotterdam ; † 23. April 1958 in Königswinter) war ein niederländischer Anatom, Embryologe und Pathologe.

## Leben
Herman Maximilien de Burlet war ein Sohn von Lambert Joseph Alexander de Burlet (1848–1892) und dessen aus Bonn stammenden Ehefrau Louise Albertine Marie (1850–1930), geborene Weber. Der Kunsthändler Charles Albert de Burlet war sein älterer Bruder. Herman Maximilien de Burlet studierte an der Universität Utrecht Medizin und promovierte 1910 an der Universität Zürich mit seiner Dissertation Die äußeren Formverhältnisse der Leber beim menschlichen Embryo.
Er war später Prosektor am Anatomischen Institut der Universität Utrecht und wurde am 28. Januar 1931 Professor für Anatomie und Embryologie an der Universität Groningen. Während der deutschen Besatzung der Niederlande wirkte er in der Zeit von 1942 bis 1945 als Rektor magnificus der Universität.
Im Jahr 1943 war er in Katyn als Mitglied der Internationalen Ärztekommission von Katyn bei der Obduktion der Opfer des Massakers von Katyn tätig.
Diese internationale Gutachtergruppe bestand aus einer Gruppe von Ärzten aus zwölf Ländern, die Ende April 1943 auf Einladung des deutschen Reichsgesundheitsführers Leonardo Conti die Leichen polnischer Offiziere untersuchte, die im Wald nahe dem russischen Dorf Katyn erschossen worden waren. Die Kommission kam zu dem Schluss, dass im Frühjahr 1940 Massenexekutionen stattgefunden hatten, was darauf hindeutete, dass die sowjetische politische Geheimpolizei des NKWD für das Verbrechen verantwortlich war.
Im Jahr 1945 wurde er wegen seiner Mitgliedschaft in der Nationaal-Socialistische Beweging in Nederland (NSB) durch Königin Wilhelmina entlassen und setzte sich anschließend in die USA ab, wo er in der Zeit zwischen 1945 und 1953 als Dozent an einer Universität in Philadelphia wirkte.
Am 15. Mai 1936 wurde Herman Maximilien de Burlet in die Königlich Niederländische Akademie der Wissenschaften aufgenommen, am 5. Mai 1945 wurde seine Mitgliedschaft wieder aufgehoben.
Er war lebenslanges Mitglied der Anatomischen Gesellschaft und wurde unter der Präsidentschaft des Schweizer Physiologen Emil Abderhalden im Jahr 1940 als Mitglied der Sektion Anatomie in die Deutsche Akademie der Naturforscher Leopoldina aufgenommen.
Er war seit 1910/1911 mit Hedwig Girardet (* 1882), einer in Essen geborenen Tochter des deutschen Verlegers Wilhelm Girardet, verheiratet. Das Ehepaar hatte zwei Söhne und eine Tochter.
Von seiner Korrespondenz beherbergt das Archiv des Universitätsmuseums der Universität Groningen eine Sammlung seines mit dem Direktor der Chirurgischen Klinik an der Christian-Albrechts-Universität zu Kiel Albert Wilhelm Fischer geführten Schriftverkehrs.

## Schriften (Auswahl)
- Die äußeren Formverhältnisse der Leber beim menschlichen Embryo. Dissertation Universität Zürich, Engelmann, Leipzig 1910
- Die äußeren Formverhältnisse der Leber beim menschlichen Embryo. Morphologisches Jahrbuch, 42, 1/2, 1910
- Der perilymphatische Raum des Meerschweinchenohres. Anatomischer Anzeiger, 53, Gustav Fischer, Jena 1920–1921, S. 302–315 (archive.org)